# Práčov (Přídolí)
Práčov je malá vesnice, část městyse Přídolí v okrese Český Krumlov. Nachází se asi 3 km na jih od Přídolí. Je zde evidováno 17 adres.
Práčov leží v katastrálním území Zátes o výměře 7,35 km².

## Historie
První písemná zmínka o vesnici pochází z roku 1375.

## Pamětihodnosti
- Boží muka stávala u jednoho ze dvorů v Drahoslavicích-Práčově, byla přenesena k jezuitskému semináři v Horní ulici v Českém Krumlově

## Fotogalerie

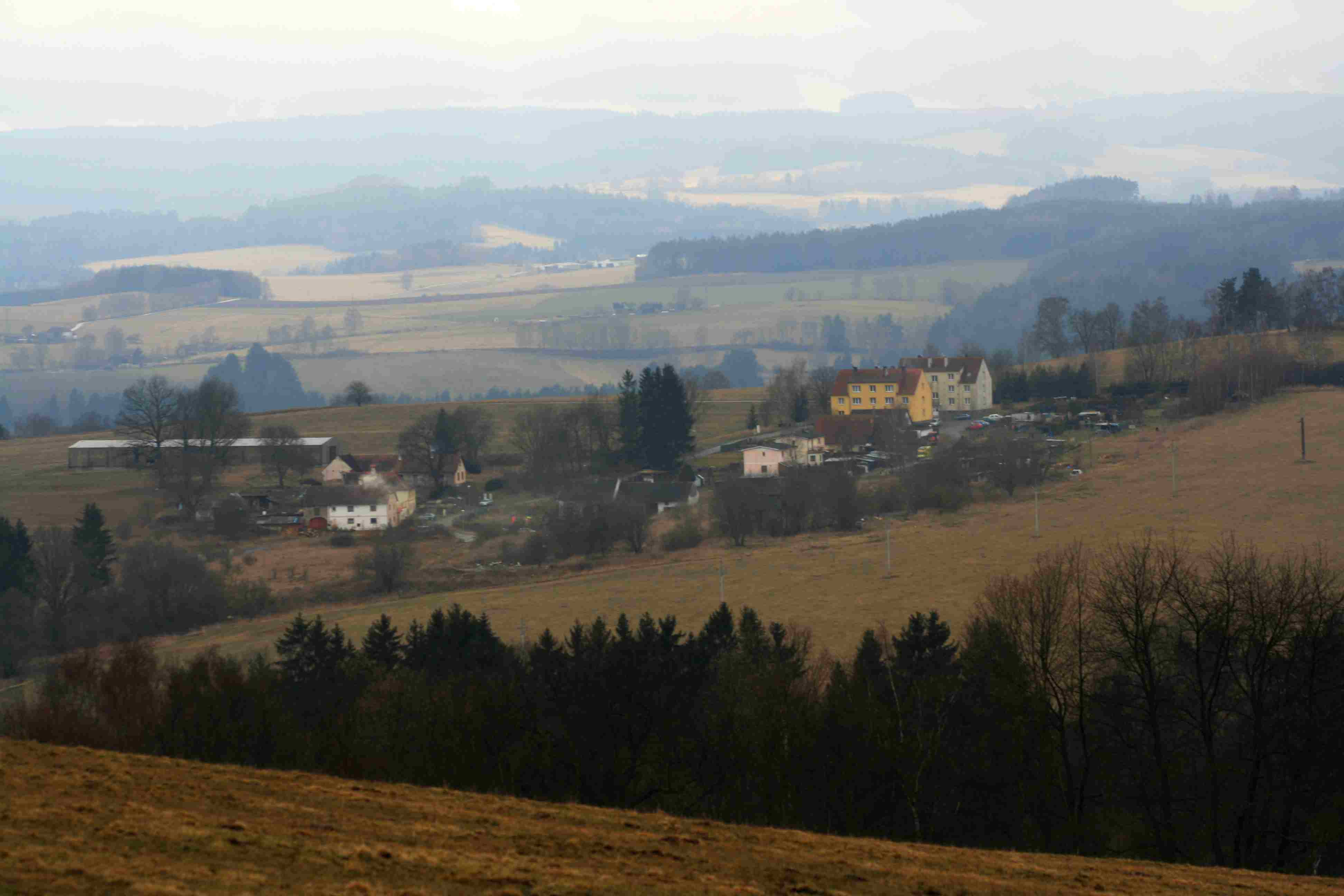
Celkový pohled na vesnici
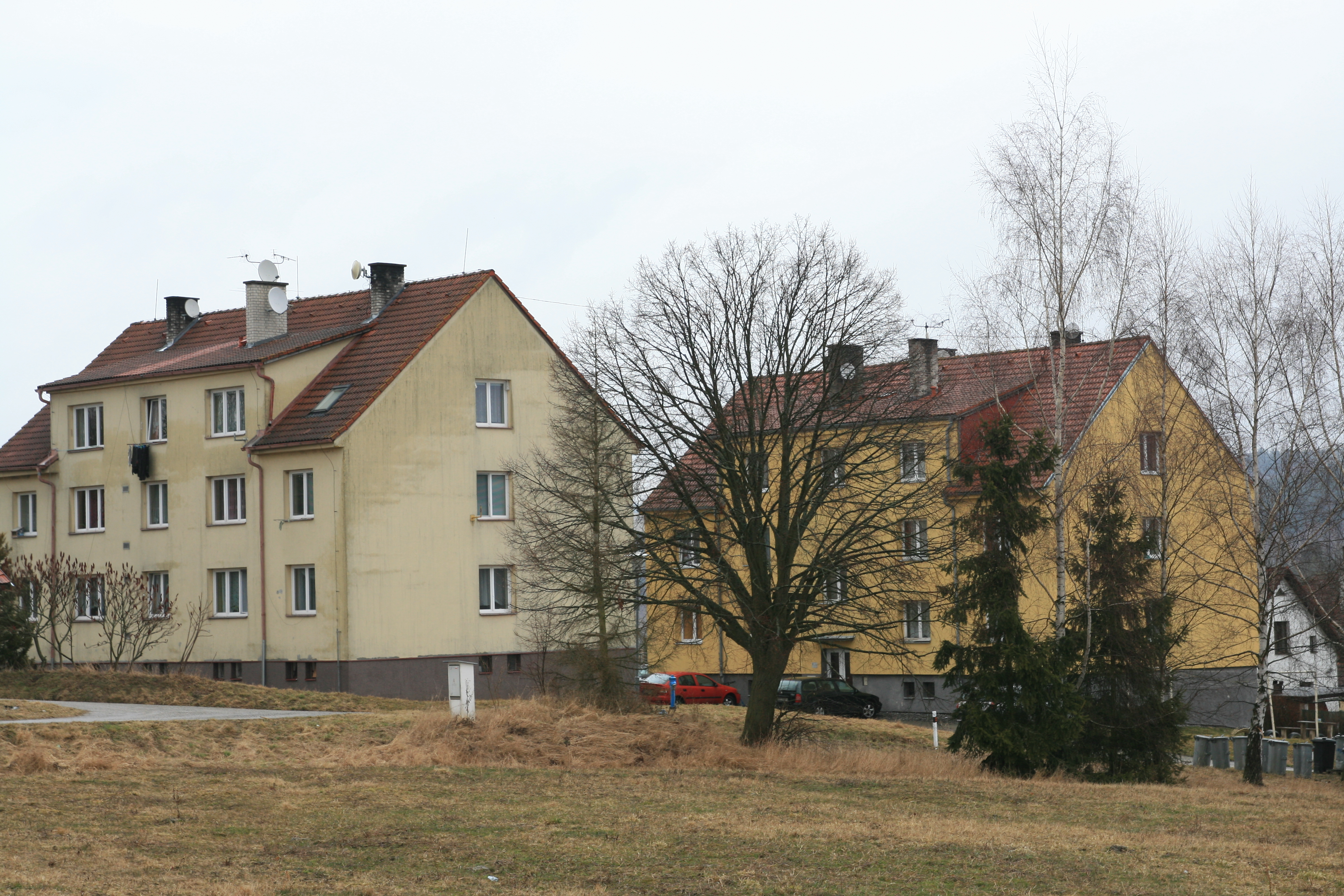
Bytové domy č. 12 a 11